# کنوروو
کنوروو (به لهستانی:  Knurów) یک منطقهٔ مسکونی در لهستان است که در شهرستان گلیویتسه واقع شده‌است. کنوروو ۳۳٫۹۵ کیلومتر مربع مساحت و ۳۹٬۴۴۹ نفر جمعیت دارد.

## خواهرخوانده
شهرهای سویت و کازینتبارتیکا خواهرخوانده‌های کنوروو هستند.